# Фенікс і голубка
«Фенікс і Голубка» — сонет Вільяма Шекспіра, написаний у 1605 році.

## Історія створення
Сонет з'явився в час, коли алегоричні та символічні твори були популярними в англійській літературі. Шекспір, як і інші поети епохи Відродження, часто звертався до міфології та символіки для висвітлення філософських ідей. «Фенікс і голубка» вважається алегорією й утілює теми ідеального кохання, злиття душ і смерті. Твір надрукували в антології Роберта Честера, яка об'єднала твори кількох видатних авторів того часу, включаючи Бена Джонсона та Джорджа Чапмена. Основною темою антології було кохання та самопожертва, представлені через образи фенікса й голубки — символів чистоти, вірності та духовного союзу.

## Тематика твору
Тема сонету — кохання та самопожертва, представлені через образи фенікса й голубки — символів чистоти, вірності та духовного союзу. Основна думка — змалювання ідеального, але трагічного союзу любові та вірності. У символічній формі Шекспір зображує Фенікса (символ вічного відродження та благородства) і Голубку (уособлення чистоти, вірності та любові) як дві нерозривні сутності, що разом досягають духовної єдності.
Цей союз виходить за межі фізичного світу, адже їхня любов настільки ідеальна й піднесена, що стає одночасно їхньою величчю й трагічною жертвою. Автор підкреслює, що справжня любов вимагає самопожертви та об'єднання двох душ в одну неподільну гармонію.
Шекспір звертається до вічних тем: любові, відданості, смерті й духовного переродження, що разом формують основу життя та мистецтва.

## Художні засоби
Сонет «Фенікс і голубка» Вільяма Шекспіра насичений різноманітними художніми засобами, що підкреслюють символізм, емоційність та філософську глибину твору.
- Символізм. Фенікс символізує безсмертя, оновлення, досконалість і духовну велич. Голубка є символом чистоти, любові та відданості. Їхній союз уособлює ідеальну любов, що виходить за межі тілесного й переходить у духовний вимір.
- Метафора. У сонеті образи Фенікса й голубки метафорично відображають ідеалізовану пару, чия любов настільки піднесена, що стає сакральною. Наприклад, «одне тіло, одна душа» — метафора єдності ідеальної любові.
- Алегорія. Твір можна сприймати як алегорію духовної любові, що перевищує земні пристрасті й наближається до божественного.
- Епітети. Шекспір вживає епітети, які підкреслюють велич і чистоту головних героїв: наприклад, «величний», «святий», «чистий».
- Контраст. Протиставлення тілесного й духовного, земного й божественного. Це допомагає показати, що любов між Феніксом і голубкою не ґрунтується на пристрасті, а має вищу природу.
- Уособлення. Птахи зображені не просто як алегоричні символи, а як одухотворені істоти, здатні до найвищих почуттів.
- Анафора. Повторення деяких слів або зворотів для створення ритму та емоційного підсилення.
- Оксиморон. Шекспір використовує поєднання протилежностей, наприклад, у зображенні одночасної єдності й окремості двох істот: вони — дві різні сутності, але їхня любов робить їх одним цілим.
- Паралелізм. Використання симетричних образів і побудов, щоб підкреслити гармонію між Феніксом і голубкою.
- Піднесений стиль. Весь текст побудований у стилі, що нагадує гімн чи панегірик, із використанням урочистої лексики та піднесених фраз.

Ці засоби допомагають створити образ ідеальної любові, яка не має меж у часі й просторі. Сонет є глибоко символічним і філософським, що дозволяє читачеві інтерпретувати його багатозначно.